# Rendements obligataires
Les rendements obligataires désignent les taux d'intérêt rapportés par les obligations, dans un pays donné, en tenant compte de la valeur de ces obligations au jour le jour sur le marché obligataire. 
Les rendements obligataires changent donc en permanence. L'intérêt auquel une obligation donne droit chaque année, appelé aussi coupon obligataire, est fixé une fois pour toutes lors de sa création. Mais le prix de cette obligation variant chaque jour, le rendement de cette obligation, qui compare son prix et son coupon obligataire fixe, varie donc lui aussi chaque jour. Les rendements obligataires  sont tombés à des plus bas historiques lors de la crise financière de 2007 à 2011 puis ont continué à baisser pour toucher de nouveaux plus bas, passant en France sous le seuil de 2 %.
Les rendements obligataires sont appelés aussi « taux d'intérêt à long terme » car ils concernent des emprunts à long terme, les obligations, par opposition aux « taux d'intérêt à court terme » fixés par la Banque centrale.

## Mode d'évolution des rendements obligataires
Les rendements obligataires évoluent en sens inverse du prix des obligations :
- Lorsque ce prix monte sur le marché obligataire, le revenu (fixe) que rapporte l'obligation (coupon obligataire) est proportionnellement moins important : il baisse donc en pourcentage.
- Inversement, lorsque le prix des obligations baisse, ce revenu fixe (coupon obligataire) devient proportionnellement plus important : il augmente en pourcentage.

Exemple : une obligation acquise 1 000 € au moment de son émission, avec un taux d'intérêt nominal de 10 % et une échéance de 10 ans.
- Si l'acquéreur la conserve, l'émetteur verse 100 € chaque année durant 10 ans, puis rembourse 1 000 € à la date prévue. Le rendement sera donc de 10 % (100 €/1 000 €).
- En revanche, en cas de revente sur le marché boursier à 800 € (on dit alors qu'elle est négociée au-dessous du pair ou à escompte), le rendement pour son acheteur sera de 12,5 % (100 €/800 €).
- En cas de revente à un cours de 1 200 € (soit « au-dessus du pair » ou « à prime »), le rendement pour l'acheteur sera de 8,3 % (100 €/1 200 €).

### Exemple concret
L'obligation la plus suivie au monde est l'emprunt d'État américain à dix ans. Cent millions de dollars de cette obligation rapportaient en juin 2011 environ 3 millions de dollars d'intérêt par an, soit un rendement de 3 %. Au cours de l'été 2011, le cours de cette obligation progresse d'environ 50 % en cinq semaines. Du coup, le paquet de cent millions de dollars vaut 150 millions de dollars à la fin de l'été. Mais comme il rapporte toujours 3 millions de dollars d'intérêt par an, il faut rapporter ces 3 millions à la nouvelle valeur des obligations (150 millions). Trois millions de 150 millions ne représentent plus que 2 %. C'est le rendement auquel aura droit celui qui achète à la fin de l'été : 2 %, au lieu de 3 % pour celui ayant acheté au début de l'été.

### Conséquence pour les différentes générations d'investisseurs
Une baisse importante des rendements obligataires pénalise doublement les nouvelles générations d'investisseurs : ils recevront un rendement plus bas que celui touché par leurs aînés, et courent des risques de moins-values en capital, car les cours ont monté.
Inversement, une forte hausse des rendements obligataires favorise doublement les nouvelles générations d'investisseurs : ils percevront un rendement plus élevé que leurs aînés, et seront moins exposés au risques de moins-values, car cette hausse des rendements signifie que les cours ont baissé.

### Conséquence pour les différentes génération d'emprunteurs
Quand les rendements obligataires baissent, du fait d'une hausse des cours des obligations sur le marché, causée par un vif appétit des investisseurs-créanciers, les emprunteurs peuvent profiter de ce vif appétit pour s'endetter à des taux d'intérêt plus modestes lors de la prochaine émission obligataire. La baisse des rendements obligataires incite à emprunter.
Si au contraire le peu d'intérêt des investisseurs-créanciers a causé une baisse des cours des obligations, les rendements obligataires ont proportionnellement augmenté. Du coup, à la prochaine émission obligataire, les emprunteurs seront bien obligés d'offrir un taux d'intérêt plus élevé pour tenter d'attirer quand même les investisseurs-créanciers. La hausse des rendements obligataires décourage d'emprunter.

### Les facteurs qui influencent l'évolution des rendements obligataires
- La hausse de l'inflation rogne la valeur du coupon obligataire. Elle fait baisser le cours de l'obligation et donc monter les rendements obligataires.
- Les risques de non-remboursement contribuent aussi à la baisse du cours des obligations et donc à la hausse des rendements obligataires, comme en Grèce, où ils sont montés au-dessus de 15 % pendant la crise grecque.
- La baisse des taux d'intérêt directeurs d'une banque centrale rend plus attractif, comparativement, le coupon obligataire. Le cours de l'obligation, plus recherchée, monte. Donc les rendements obligataires baissent.

### Quelques données historiques
En Allemagne, le rendement obligataire des emprunts d'État à dix ans était à 8,7 % en 1990, 8,5 % en 1991, 7,9 % en 1992, 6,5 % en 1993, 6,9 % en 1994, 6,9 % en 1995, 6,2 % en 1996.
En France, ils ont également fortement baissé sur trois décennies et demie.
| Année            | 1981   | 1982   | 1983   | 1984   | 1985   | 1986  | 1987  | 1988  | 1989  | 1990   | Années 1980 |
| Taux 10 ans (fr) | 17,4 % | 14,8 % | 14,4 % | 13,4 % | 11,9 % | 9,2 % | 9,9 % | 8,6 % | 9,3 % | 10,0 % | 11,9 %      |
| Indice prix      | 13,4 % | 11,8 % | 9,6 %  | 7,4 %  | 5,8 %  | 2,7 % | 3,1 % | 2,7 % | 3,6 % | 3,4 %  | 6,6 %       |
| Taux 10 ans réel | 4,0 %  | 3,0 %  | 4,8 %  | 6,0 %  | 6,1 %  | 6,5 % | 6,8 % | 5,9 % | 5,7 % | 6,6 %  | 5,5 %       |

| Année            | 1991  | 1992  | 1993  | 1994  | 1995  | 1996  | 1997  | 1998  | 1999  | 2000  | Années 1990 |
| Taux 10 ans (fr) | 8,6 % | 8,1 % | 5,6 % | 8,3 % | 6,6 % | 5,8 % | 5,3 % | 3,9 % | 5,5 % | 5 %   | 6,3 %       |
| Indice prix      | 3,2 % | 2,4 % | 2,1 % | 1,6 % | 1,8 % | 2,0 % | 1,2 % | 0,7 % | 0,5 % | 1,7 % | 1,7 %       |
| Taux 10 ans réel | 5,4 % | 6,1 % | 3,5 % | 6,7 % | 4,8 % | 3,8 % | 4,1 % | 3,2 % | 5 %   | 3,3 % | 4,6 %       |

| Année            | 2001  | 2002  | 2003  | 2004  | 2005  | 2006  | 2007  | 2008  | 2009  | 2010  | Années 2000 |
| Taux 10 ans (fr) | 5 %   | 4,3 % | 4,3 % | 3,7 % | 3,3 % | 4 %   | 4,4 % | 3,4 % | 3,6 % | 3,4 % | 3,9 %       |
| Indice prix      | 1,7 % | 2,1 % | 1,9 % | 2,1 % | 1,8 % | 1,6 % | 1,5 % | 2,8 % | 0,1 % | 1,5 % | 1,7 %       |
| Taux 10 ans réel | 3,3 % | 2,2 % | 2,4 % | 1,6 % | 1,5 % | 2,4 % | 2,9 % | 0,6 % | 3,5 % | 1,9 % | 2,2 %       |

| Année            | 2011  | 2012  | 2013  | Années 2010 |
| Taux 10 ans      | 2,5 % | 3,2 % | 2,2 % | 2,6 %       |
| Indice prix      | 1,7 % | 2,1 % | 1,3 % | 1,7 %       |
| Taux 10 ans réel | 0,8 % | 1,1 % | 0,9 % | 0,9 %       |

### Cas particulier, les obligations à taux d'intérêt flottant
Les rendements obligataires ne sont pas calculés pour les obligations à taux d'intérêt flottant, car le contrat de l'obligation précise que le taux d'intérêt versé change chaque année, en fonction de paramètres précis, en général le taux directeur de la Banque centrale.